# Il Borro
Il Borro è una frazione del comune italiano di Loro Ciuffenna, nella provincia di Arezzo, in Toscana.

## Geografia fisica
Il borgo sorge a 20 km da Arezzo, alle pendici del Pratomagno, ed è attraversato da una strada romana, la via Cassia. Prende il nome dal castello che ha sede a 275 m sul livello del mare; il paese è posizionato nel culmine di una guglia, elemento tipico dell'altopiano valdarnese.

## Storia
Nel periodo romano nell'area del paese era presente una fortezza. Durante l'Alto Medioevo probabilmente era presente un castello, che fu successivamente acquistato nel XIII secolo dal nobile milanese Borro Borri, che qui vi si trasferì e che fu podestà di Arezzo dal 1254 al 1256. Borro Borri è difatti il capostipite della famiglia toscana dei Borri, che signoreggiò in queste terre e indicata nei secoli successivi come "del Borro" o "dal Borro" proprio da questa località. Il castello del Borro passò sotto la giurisdizione della signoria di Firenze nel 1344, insieme alle comunità di Campogialli e Traiana, ed è ricordato in un privilegio concesso dall'imperatore Carlo IV alla città di Arezzo dove il castello del Borro è segnalato come limite ultimo del distretto territoriale aretino dalla parte del Valdarno. L'importanza del castello del Borro nel XIV secolo è testimoniata dal fatto che la vicina pieve di San Giustino iniziò ad essere denominata "San Giustino al Borro" e così anche il villaggio che vi si sviluppò intorno, oggi chiamato San Giustino Valdarno. Nel XVI secolo, il paese conobbe un incremento demografico e agricolo grazie all'interessamento del politico e condottiero Alessandro del Borro. Nel 1765, all'interno del borgo medievale, erano presenti tre luoghi di culto cattolici: la chiesa di San Biagio, l'ex chiesa della Compagnia e l'ex oratorio di Santa Maria Maddalena. Dopo la caduta dei Del Borro, il borgo passò prima ai Medici, poi ai Torriani di Milano, agli Hohenlohe Waldemburg e, dal 1904, ai Savoia-Aosta.
Nel 1833 la frazione contava 369 abitanti, mentre nel 1931 la popolazione era di 249 abitanti. Nel secondo dopoguerra iniziò per il Borro un processo di spopolamento tanto che nel 1981 si contavano solamente 36 abitanti. Nel 1993 la tenuta del Borro, che coincide grossomodo con il nucleo antico del paese, fu acquistato da Ferruccio Ferragamo, che la trasformò in albergo diffuso.

## Monumenti e luoghi d'interesse

### Chiesa di San Biagio
La chiesa di San Biagio, chiesa parrocchiale del paese, è documentata almeno fino al XIV secolo, quando è indicata come una delle sette chiese filiali della pieve di San Giustino. Ebbe successivamente il titolo di prioria e fu padronato dei Medici di Firenze. La chiesa conserva ancora la struttura originaria romanica, sebbene alterata da trasformazioni otto-novecentesco, mentre all'interno, dietro l'altare, si segnala la presenza di una tavola di Suor Plautilla Nelli che rappresenta la Crocifissione. Sulle pareti esterne della chiesa di San Biagio si trovano due lastre che ricordano i caduti borrigiani della Prima e della Seconda guerra mondiale.

### Ex chiesa della Compagnia
Affacciata sulla piazzetta don Pasquale Mencattini si trova l'ex chiesa della Compagnia, la cui presenza è attestata almeno dal 1765. Era la sede della Compagnia del paese, che era una congregazione laica di ispirazione cattolica esistita fino al XX secolo, e oggi ospita il presepe del borgo.

### Ex oratorio di Santa Maria Maddalena
All'interno del borgo medievale si trova anche un antico oratorio dedicato a Santa Maria Maddalena, che attualmente ospita un'attività artigianale, a cui era affidata la gestione di un piccolo spedale.

### Ex mulino di Querceto
All'interno della tenuta del Borro, fra Il Borro e San Giustino Valdarno, si trova l'ex mulino di Querceto, che impiegava le acque del torrente Agna di Pratovalle, oggi trasformato in residenza turistica.

### Creazioni artigianali di don Pasquale Mencattini
Nel borgo medievale, in tre locali differenti, sono conservate e visitabili le creazioni artigianali che don Pasquale Mencattini, ex parroco del Borro, ha realizzato nel corso del XX secolo:
- la storia di Pinocchio;[20][9]
- il presepe meccanico, ospitato nell'ex chiesa della Compagnia;[21][9]
- le botteghe artigiane animate in miniatura e il modellino del Borro.[20][9]